# Lan Lijun
Lan Lijun, född 1952, är en kinesisk diplomat som från 2011 till 2013 tjänstgjorde som Kinas ambassadör i Stockholm.
Lan tog en examen i engelska vid Beijing Foreign Studies University i september 1974. Han tillhör den första generation av kinesiska studenter som fick studera utomlands efter avspänningen mellan Folkrepubliken Kina och västvärlden i början på 1970-talet. Lan studerade bland annat vid Queen's University och McGill University i Kanada mellan oktober 1974 och april 1976. Lan har också en magisterexamen i offentlig förvaltning efter studier vid Kennedy School of Government vid Harvard University juli 1998 till maj 1999.
Lan inträdde i Folkrepubliken Kinas utrikesministerium i maj 1976 och har haft en rad posteringar både i Kina och utomlands. Han har varit Kinas generalkonsul i Los Angeles med ambassadörs rang (2000-02), Kinas ambassadör i Indonesien (2005-08), Kanada (2008-11) och från maj 2011 till oktober 2013 var han Kinas ambassadör i Stockholm.